# Білобрам Осип
О́сип Білобра́м (* 1856, Довгомостиська — 8.07.1933, Старий Самбір) — український громадський та освітянський діяч, диригент.

## Життєпис
У 1893 р. обійняв посаду секретаря громади Старий Самбір. Був одним із засновників «Просвіти» та спортивного товариства «Сокіл», організатор хору «Боян».
З його подання у місті також засновано духовний оркестр, брав безпосередню участь у релігійних та національних святах, багато з них організовував.
У часі Першої світової війни арештований російськими окупантами, висланий до Томської губернії — перебував у засланні в 1914—1917 роках.
Повернувшись із півночі, по Листопадовому Зриві обраний головою Повітової Національної Ради, пізніше призначений комісаром господарчого уряду. Зголосився до українських військових сил, керував військовим оркестром УГА, в Старому Самборі з його ініціативи сформовано гірську бригаду Січових Стрільців — бригада «Старий Самбір». Бригада згодом увійшла до складу Третього Корпусу УГА, у ній його син Корнило був хорунжим. 
Після окупації Галичини поляками відійшов до Чехословаччини. 1921 року повертається та продовжує засів на просвітянській ниві, працював у товариствах «Січ», «Сокіл», «Бесіда», «Повітове кредитове товариство», «Кооперативна торгівля», Кружку «Рідної Школи».